# Takács Győző
Takács Győző (Szeged, 1938. június 23. – Mezőtúr, 2024. október 24.) magyar keramikus, iparművész, tanár. Műveire a népművészet és építészeti tanulmányai hatottak. Fő alkotási profilja a kerámiák széles körben történő alkalmazása. Emellett tollrajzokat és grafikákat, illusztrációkat egyaránt készít. Humor, groteszk szellem jellemzi falképeit, domborműveit.

## Életpályája
1957-ben érettségizett a budapesti Ybl Miklós Magasépítőipari Technikumban. 1954–1957 között a Derkovits Képzőművészeti Körben tanult Barcsay Jenő, Sikota Győző, Lelkes István irányítása mellett. Két előkészítő szemesztert hallgatott a Magyar Képzőművészeti Főiskola festő szakán. 1961-ben szerzett diplomát Szegeden a Juhász Gyula Tanárképző Főiskola rajz szakán. Mesterei Vinkler László, Barcsay Jenő, Csohány Kálmán, Gorka Géza és a népi fazekasok. Balogh Jenő mellett részt vett a rajztanítás módszertanának alkalmazásában.
Színpreferenciai vizsgálatokat végzett a Budapesti Műszaki Egyetem Színdinamikai Tanszékének, dr. Nemcsics Antal számára. Tanított a szegedi Juhász Gyula Tanárképző Főiskola tanáraként és a makói, békéscsabai és mezőtúri gimnáziumokban. Alkotott mezőtúri, bodrogkeresztúri, hódmezővásárhelyi, hollóházi, valamint svájci porcelán (Kunter AG) kerámiaüzemekben. A népi ornamentális világ motívumait erős átírással, az írókázás technikájával, festéssel, mintázással, nagy variációs lehetőségekkel dolgozza fel. Rendszeresen részt vesz művésztelepeken: alapítóként – Marosmenti Művésztelep (1971 – Makó), Országos Grafikai Művésztelep (1976 – Békéscsaba), Természet és Ember (Mezőtúr), Országos Kézműves Alkotótelep (1995 – Mezőtúr), meghívottként – Siklósi Alkotótelep, Bácska-Topolyai Művésztelep, Zrenjanini Alkotótelep, Kecskeméti NKS, Kecskeméti Tűzzománc Művésztelep, Tokaji Művésztelep, a Meisseni, Hollóházi Porcelángyár, valamint a Pécsi Zsolnay Pirogránit Manufaktúra. Az Alföldi Porcelángyár Majolikagyárának 14 évig volt tervezője.
A Művészeti Alap, majd MAOE (1966), a Kohán Műhely (1977–1979), a Független Magyar Szalon (1992), a Körösök Vidéke az Alkotókért Egyesület (1993) és a Nemzetközi Alkotótelepek Szimpózium Bizottsága tagja. A Magyar Képzőművészek és Iparművészek Szövetsége tagja.
- a MAOE, a Magyar képző és iparművészek szövetsége tagja
- a mezőtúri Természet és Ember Művésztelep megálmodója, alapítója, szervezője, művészeti vezetője 1980-1983
- A művészek a vidék felemelkedéséért – Mezőhegyes
- tagja a Simasági Genetikai közösségnek
- a Sárrétudvari Kézenfogva Testvéreinkkel Alapítványnak
- a mezőtúri kerámia hagyományok újraélesztése és oktatása újraindításáért több tervezetet ajánlott meg a városvezetőknek
- létrehozta a kerámia az építészetben országos konferenciát és kiállítást a Túri Fazekas Múzeumban Pusztai Zsolt igazgatóval
- létrehozója a Kárpát-medencei Kulturális És Művészeti  Központnak, galériának
- Munkatársai: Dr. Seregi János, Vári László, Soltész István

## Családja
Gyermekei Takács Attila – restaurátor; Takács Ildikó – grafikusművész, illusztrátor; Takács Nóra – belsőépítész és Takács Ágnes – közgazdász. Unokái: Boglárka, Milán, Szofia, Benedek, Benett, Márkó, Lora.

## Munkái képeken

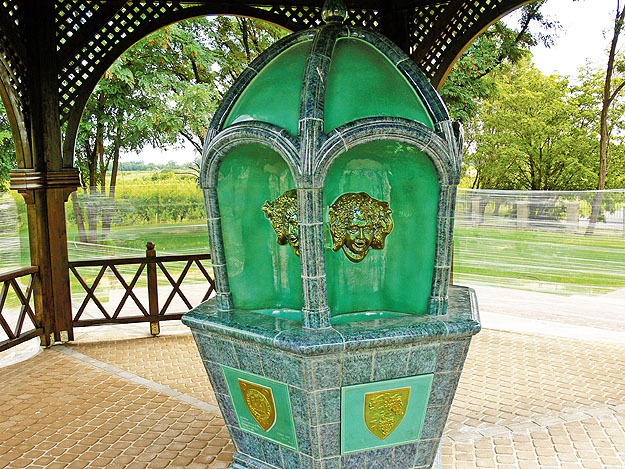
A balfi ivókút
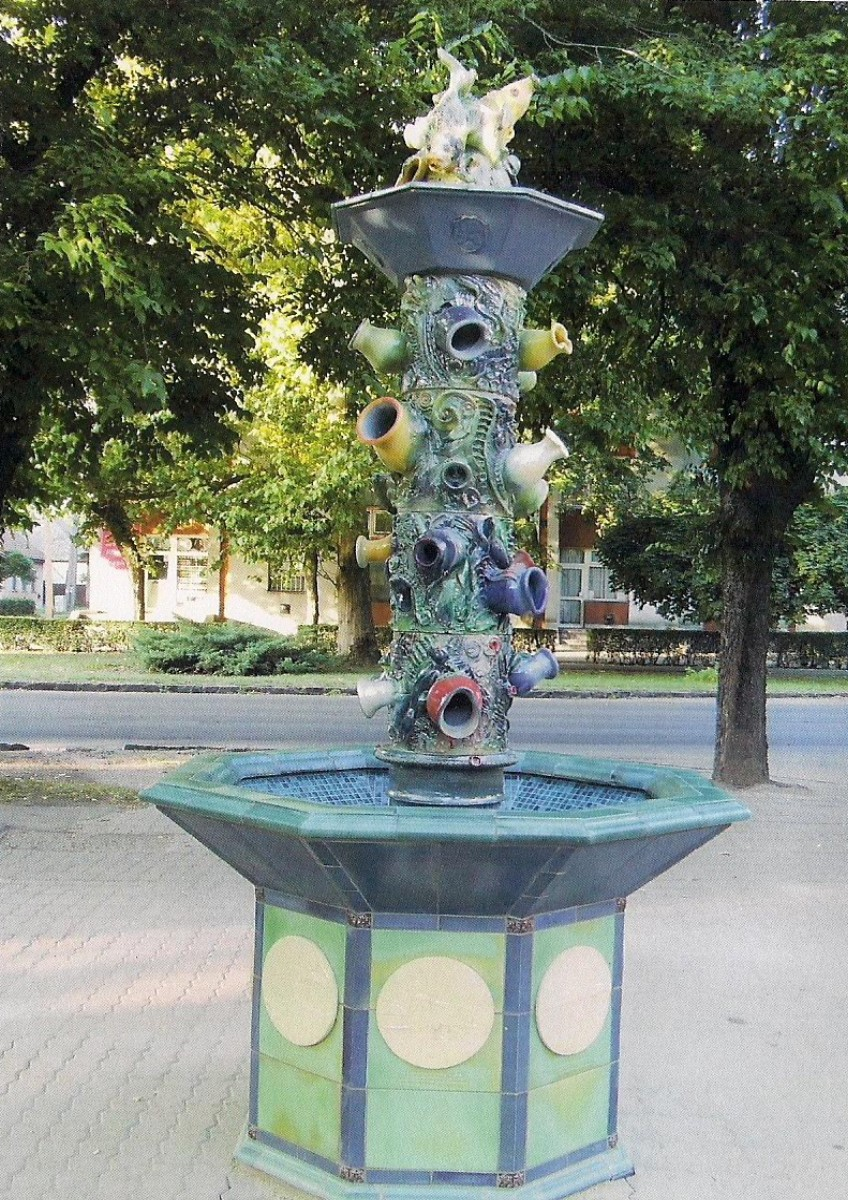
Mezőtúri ivókút

## Díjak
- 1963 Verso Mexico világpályázat
- Ezüstérem, Rimini, Olaszország
- 1965 Makóért emlékérem, arany-fokozat
- 1969 Rudnay-emlékérem
- 1970 Marosmenti Művésztelep díja
- 1971 Mezőtúr, Móricz Zsigmond emlékérem
- 1971 Országos illusztrátor pályázat, József Attila emlékérem
- 1974 Tű, Országos grafikai pályázat, különdíj
- 1994 Magyar Köztársasági Arany Érdemkereszt
- 2004 A Magyar Szellemi Védegylet Magyarságért Diploma, Budapest
- 2006 Mezőtúr művészetéért kitüntetés
- 2014 Pro Urbe Díj – Mezőtúr
- 2015 Pro Natura Nemzetközi Művésztelep Díja – Mezőtúr
- 2024 Mezőtúr Város Díszpolgára cím

## Művek közgyűjteményben
- Újvidék, Városi Galéria
- Gyula, Dürer Múzeum
- Békéscsaba, Munkácsy Múzeum
- Jókai Múzeum
- Makó, József Attila Múzeum
- Svájc, Zürich Galéria
- Kecskeméti Kerámia, művésztelep

## Művek köztéren és középületben
- 1968 Makó, Mezőgazdasági Szakközépiskola, külső falfelület: Dekoratív
- plasztikus, üvegbetétes kerámia, 8,5 m2
- 1976 Székkutas, rk. Templom: Stáció, korongolt, írókázott figurális kerámia, 14 db tondó, egyenként 55 cm
- 1978 Medgyesbodzás, Könyvtár: Dekoratív, ritmikus jelek, motívumok, síkkerámia, 3 m2
- 1979 Békéscsaba, Jókai Színház, belső tér: Békési mozaik, festett, írókázott síkkerámia, 120x220 cm
- 1980 Békéscsaba, Megyei Művelődési Központ: Kerámiakép, 90x180 cm; Motívumok I-IV., figurális kerámia kompozíció, 90x180 cm
- 1982 Békéscsaba, Tanítóképző Főiskola: Életfa, domborműves (színezett oxid) kerámia, 17 m2
- 1983 Szarvas, Vízitelep: tematikus festett kerámia
- 1984 Békéscsaba, Vendégház: Virágaink, mázas kerámia dombormű, 110x280 cm,
- 1984 Vadászat, írókázott síkkerámia, 4x180x90 cm
- 1985 Kétsoprony, Rákóczi Étterem: Parasztlakodalom, írókázott síkkerámia, 18,4 m2
- 1986 Békéscsaba, Polgármesteri Hivatal Házasságkötő Terem: 12 Csillagkép, mázas, festett kerámia tondó, egyenként 50 cm
- 1986 Békéscsaba, Iskolacentrum, Kossuth Kollégium: Növények születése, színes kerámia dombormű, 14 m2
- 1987 Mezőberény, Petőfi Művelődési Központ: Zodiákus kerámia kompozíció 2,2 m átmérőjű órával, rusztikus mázas 18 m2-es alapburkolattal
- 1987 Balatonlelle, Ferunion Üdülő: Csillagképek, 12 db mázas, festett kerámia, egyenként 55 cm
- 1987 Békéscsaba, BARNEVAL Rt. Vendégháza: 12 hónap, fülkébe mintázott figurákkal, viaszolt terrakotta; Zenebohócok, groteszk Mázas kerámia dombormű, I-VI., egyenként 100 cm; Kerámia óra;
- 1987 Festett, nagyméretű virágtartók; Szökőkút, kerámia, 120 cm Szolnok, Gyermek- és Ifjúságvédelmi Intézet
- 1987 Lányság-Anyaság-Család, színes kerámia dombormű 27 m2
- Párizs, Építészeti Stúdió: Zenebohócok, betétes, festett kerámia 4x100x70 cm
- 1988 Békéscsaba, APEH Székház: Külső dekoratív plasztika, 4x340x510 cm
- Dévaványa, Általános Iskola, Sportcsarnok: A Túzok, színes kerámia dombormű, 68 m2
- 1988 London, Iparművészeti Galéria: Madaras tondó I-IV., kék alapú festett kerámia, egyenként 55 cm
- 1989 Sarkadkeresztúr, Temető: II. Világháború Áldozatainak Emlékműve, figurális kerámia, bronz; Harangtorony
- 1990 Szarvas, Központi Iskolai Étterem: 12 Csillagkép, festett kerámia tondók, egyenként 50 cm
- 1992 Békéscsaba, APEH Székház: Oszlopburkolatok, színezett, gyöngykavicsos beton (86m2) (Épületkorszerűsítés miatt lebontva 2022-ben)
- Niedergösgen Kuntner AG. Metropolis: Magasplasztikájú mintázott dombormű, oxidos kerámia, 16,5 m2
- Zürich, Kachelofen Centrum Galéria: Figurális kandalló tervek és mázas kerámiák
- 1993 Medgyesegyháza, OTP: Természet világa madarakkal, festett, írókázott kerámia, 8 m2
- 1994 – 95 Orosháza, OTP: Juszticia, figurális kerámia dombormű, 165x145 cm;
- 1994 Kerámia virágtál kompozíciók
- 1995 Ambrózfalva, Községháza Díszterem: Élet-Család, figurális írókázott kerámia, 18 m2
- 1995 Csanádalberti, Községháza, Díszterem: Fűzfák virradatban, festett, írókázott kerámia, 15 m2
- 2007 Sopron, Katolikus temető, Madonna, pirogránit kerámia, 80 cm
- 2008 Sopron – Balf, mázas pirogránit plasztika köztéri kupolás részben, 120x140 cm, eozinos mázas ivókút 265 cm, rézfedeles pagodával
- 2010- Pozsony – Sárosfa: Bittó István miniszterelnök emlékfal – bronzmázas dombormű 4,6 m2
- Párizs – Magyar Kulturális Intézet – Lehel kürtje
- Devecser – Makovecz Imre portré és kápolna – patinázott érem
- Gyenesdiás – Őshonos állatok parkja – érmek
- Jászberény – Lehel kürtje – ¾-es eredeti másolat, patinázott kerámia.
- Mezőtúr – érmék: kerámia – bronz – Botyánszki János evangélikus lelkész
- Anyaság – Református Gimnázium kút, érem
- Sárosfa – Bittó István miniszterelnök emlékhelye. Avatta: Dr. Fazekas Sándor miniszter
- Gyenesdiás – Gróf Festetics Imre és dr. Darnay Dornai Béla mellszobra
- Olaszfa – Tihanyi Árpád 56-os mártír emlékoszlopa
- Simaság – Gróf Festetics Imre emléktáblája és mellszobra
- Békéscsaba – Időfa óra, mázas plasztika
- Simaság – madaras festett kerámia kép (220x330cm)
- Sárrétudvari – Kézenfogva Testvéreinkkel Alapítvány emblémája
- Keszthely – Gyenesdiás – Gróf Festetics Imre I. Országos Nemzetközi Konferenciára készült Festetics Érem
- Karaffa váza, Mezőtúr 2024.

## Mezőtúri alkotások
- Református Idősek Otthona: Szimbolikus festett kompozíciók 2x1000x1000cm
- 47o szélességi kör bronzmázas kültéri plasztika Ø120 cm
- Teleki Blanka Gimnázium: Ivó- és díszkút. Plasztikus mintázatú kút, 285 cm
- Kossuth Lajos Általános Iskola: Mesefal – plasztikus, mázas dombormű, 18 m2
- A Város Kútja: szimbolikus plasztikus mázas díszkút, 320 cm
- Református Gimnázium: gránit mázas kerámia. Társszerző: Veress Miklós iparművész
- Dr. Spett Ernő – emléktábla portréval
- Városi Tűzoltóság – emléktábla 45x65 cm
- Katolikus Általános Iskola – Szent István dombormű
- Petőfi tér: Badár Balázs koronás vázájának háromszoros nagyságú, 210 cm magas szobra
- Plakettek, érmek
- Rákóczi Ferenc portré
- Teleki Blanka portré
- Református Gimnázium, Szegedi Kis István plakettje
- Országos Mezőgazdasági Konferencia plakettje

## Publikációk
- Takács Győző, artportal.hu
- „Művész az iparban” kiállítás Hódmezővásárhelyen,
- Ipari Művészet 1965 (1) 99-100.
- Országos Kézműves Művésztelep – Mezőtúr, Szolnoki TV, 1995. június
- Délmagyarország , Békés Megyei Néplap, Művészet Folyóirat, Auróra, irodalmi és művészeti folyóiratok és más orgánumok.
- Csaba TV, TV 1 TV galériája
- Szeged Regionális TV, Varsói TV 1, Zürich TV
- Csaba Rádió, Pont Rádió, Vásárhely Rádió, Kossuth Rádió- riportok

## Egyéni kiállítások
- 1964 Makó, József Attila Múzeum
- Mezőtúr, Városi Galéria
- 1967 Mórahalom, Galéria
- 1969 Hódmezővásárhely, Tornyai János Múzeum
- Szeged, Móra Ferenc Múzeum
- Makó, József Attila Múzeum (kat. bev. ~)
- 1970 Derecske, Képtár
- 1971 Hódmezővásárhely, Tornyai János Múzeum
- Szeged, Móra Ferenc Múzeum
- 1972 Tokaj, Helytörténeti Múzeum
- Hódmezővásárhely, Tornyai János Múzeum
- 1970 Gyula, Dürer Terem
- 1975 Tokaj, Művelődési Központ
- 1976 Békéscsaba, Jókai Színház Galéria
- 1977 Debrecen, Művelődési Központ
- 1978 Békés, Jantyik Mátyás Múzeum
- 1983 Békés, Jantyik Mátyás Múzeum (Mészáros Sándorral)
- 1984 Mezőberény, Művelődési Ház (Jelinek Lajossal)
- 1985 Budapest, FIM-COOP Kerámia Stúdió (kat. bev. Andódy T.)
- Zrenjanin, Városi Galéria
- 1986 Békéscsaba, Kner Nyomda Galéria
- Budapest, Óbudai Galéria
- 1987 Békés, Jantyik Mátyás Múzeum
- Szeghalom, Művelődési Központ
- 1988 Újvidék, Galéria Novi-Sad
- 1989 Budapest, FIM-COOP Kerámia Stúdió
- 1990 Szeged, Paletta Galéria
- 1994 Törökszentmiklós, Művelődési Központ Galéria
- 2002 Szarvasi Múzeum
- 2007 Art Caffé Galéria, Békéscsaba, A Magyar Kultúra Napja
- 2009 Mezőtúr, Városi Galéria, Magyar Kultúra Napja
- 2014 Békéscsaba, Munkácsy Mihály Múzeum,
- 2014 Mezőtúr, Városi Galéria
- 2016 75 éves Jubileumi kiállítás – Békéscsaba – Munkácsy Mihály Múzeum
- 2017 Szentendre Városi Galéria, Pro Natura Művésztelep kiállítása
- 2018 Október 23. Élet Mozaikok 80, Városi Galéria Mezőtúr

## Csoportos kiállítások
- 1960-tól rendszeresen Dél-Alföldi Tárlat, Hódmezővásárhely
- 1961-től rendszeresen Szegedi Nyári Tárlat, Szeged, Képtár
- 1963 Világpályázat, Grafikai kiállítás, Rimini
- 1968-72-ig Művésztelepi kiállítás, Tokaj
- 1971-től rendszeresen Alföldi Tárlat, Békéscsaba
- 1976 78, 80 Arad
- 1978 Magyar iparművészek, Zrenjanin (Ecka)
- 1979 Belgrád, Nemzeti Galéria
- 1979 Magyar iparművészek kiállítása, Lodz
- 1981 84 Mezőtúri Alkotótelep kiállítása, Budapest
- 1984 Magyar iparművészek, Penza, Városi Galéria
- 1985 87, 89 Nemzetközi kiállítás, Frankfurt
- 1987 Magyar iparművészek kiállítása, Hódmezővásárhely
- 1993 Magyar kerámia kiállítás, Zürich
- 1994 Csabai művészek közös kiállítása, Varsó, Lodz, Elblong, Krakkó
- 1995 Magyar iparművészeti kiállítás, London, National Gallery
- 2002 Dante kapui – Ravenna
- 2004 Dante – Az európai ember – Ravenna
- 2005 Fél Évszázad Magyar Kerámiaművészete, Budapest, Iparművészeti Múzeum

## Bibliográfia
- A.T., Képzőművészeti kiállítás a Jókai Színházban,
- Békés Megyei Népújság, 1975 (11.23)
- Andódy T., Arcok közelről, Békés Megyei Népújság, 1986 (05.1)
- F.S., Groteszk figurák balladai világban. Szolnok Megyei Néplap,1984
- Budapest, Finn Cop Galéria, 1986-1989
- Polner Z., tárlata Makón, Csongrád Megyei Hírlap, 1969 (10.29)
- Kerámia kiállítása, Dél-Magyarország 1985 (04.15)
- Textil és kerámia, Békés Megyei Népújság, 1983 (01.15)
- T.L., Kiállítás Mórahalmon, Dél-Magyarország, 1973 (02.9)
- Ungvári I., Névjegy, Petőfi Rádió, 1993
- Zodiákus kerámiakompozíció, Békés Megyei Népújság, 1983 (10.2)
- A Kerámia Művészet I. 1999. és országos médiumokban
- Művészeti folyóiratok